# Comuna Găneasa, Ilfov
Găneasa (în trecut, Moara Domnească) este o comună în județul Ilfov, Muntenia, România, formată din satele Cozieni, Găneasa (reședința), Moara Domnească, Piteasca și Șindrilița.

## Așezare
Comuna se întinde în partea estică a județului, la limita cu județele Călărași și Ialomița, fiind străbătută de șoseaua națională DN2 care leagă Bucureștiul de Urziceni și trece prin satul Șindrilița. Prin comună trece și șoseaua județeană DJ100, care duce spre sud la Brănești (unde se intersectează cu DN3) și mai departe în județul Călărași la Fundeni; și spre nord-vest la Afumați (unde se intersectează cu DN2), Ștefăneștii de Jos, Tunari, terminându-se în DN1 la Otopeni. Din DJ100, se ramifică la Găneasa șoseaua județeană DJ300 care duce spre vest înspre centura Bucureștiului; ramura estică a acestui drum, care duce la Șindrilița în DN2, este neasfaltată, legătura cu acel sat și drumul național făcându-se pe un drum comunal ce trece prin Cozieni și Piteasca. Tot din DJ100, la Cozieni se ramifică șoseaua județeană DJ301B, care duce spre sud la Pantelimon.
Comuna Găneasa este situată într-o zonă de câmpie cu relief neted, brăzdată de apele văilor Pasărea, Piteasca și Șindrila. Cele cinci sate componente ale comunei sunt înșirate pe malul stâng ale acestor ape. Astfel, Moara Domnească, Găneasa și Cozieni se află pe malul râului Pasărea, iar Șindrilița și Piteasca pe salba Păsăruica.
În cadrul Câmpiei Române, comuna Găneasa ocupă partea de vest a Bărăganului, fiind înconjurată de mai multe păduri, urme ale Codrilor Vlăsiei: Eforie, Pustnicul, Cojasca și Găneasa. Municipiul București se află la 15 km distanță, în vreme ce orașele cele mai apropiate, Voluntari și Pantelimon, se află la câte 6 km distanță.

## Demografie
Componența etnică a comunei Găneasa
     Români (76,8%)
     Romi (8,81%)
     Alte etnii (0,41%)
     Necunoscută (13,98%)
Componența confesională a comunei Găneasa
     Ortodocși (84,86%)
     Alte religii (0,74%)
     Necunoscută (14,4%)
Conform recensământului efectuat în 2021, populația comunei Găneasa se ridică la 5.402 locuitori, în creștere față de recensământul anterior din 2011, când fuseseră înregistrați 4.963 de locuitori. Majoritatea locuitorilor sunt români (76,8%), cu o minoritate de romi (8,81%), iar pentru 13,98% nu se cunoaște apartenența etnică. Din punct de vedere confesional, majoritatea locuitorilor sunt ortodocși (84,86%), iar pentru 14,4% nu se cunoaște apartenența confesională.

## Politică și administrație
Comuna Găneasa este administrată de un primar și un consiliu local compus din 15 consilieri. Primarul, Raul-Gabriel Niculae[*], de la Partidul Național Liberal, este în funcție din 2021. Începând cu alegerile locale din 2024, consiliul local are următoarea componență pe partide politice:
|  | Partid                    | Consilieri | Componența Consiliului | Componența Consiliului | Componența Consiliului | Componența Consiliului | Componența Consiliului | Componența Consiliului | Componența Consiliului | Componența Consiliului | Componența Consiliului |
|  | ------------------------- | ---------- | ---------------------- | ---------------------- | ---------------------- | ---------------------- | ---------------------- | ---------------------- | ---------------------- | ---------------------- | ---------------------- |
|  | Partidul Național Liberal | 9          |                        |                        |                        |                        |                        |                        |                        |                        |                        |
|  | Partidul Social Democrat  | 6          |                        |                        |                        |                        |                        |                        |                        |                        |                        |

## Istorie
La sfârșitul secolului al XIX-lea, comuna purta numele de Moara Domnească, făcea parte din plasa Dâmbovița a județului Ilfov, și era formată din satele Moara Domnească, Șindrilița și Găneasa, având în total 1180 de locuitori care trăiau în 239 de case și 11 bordeie. În comună funcționau o mașină de treierat cu aburi, o școală mixtă și două biserici ortodoxe (în Găneasa și Moara Domnească). Pe teritoriul actual al comunei mai era organizată și comuna Piteasca-Pasărea, formată din satele Piteasca (reședința), Pasărea și Cozieni, în total având 1003 locuitori și 283 de case. Comuna Piteasca-Pasărea avea o școală mixtă și patru biserici ortodoxe (2 la mănăstirea Pasărea, una la Cozieni și alta la Piteasca).
În 1925, comuna Moara Domnească avea 1066 de locuitori și făcea parte din plasa Pantelimon a aceluiași județ, păstrându-și structura. Comuna Piteasca-Pasărea avea tot atunci 1804 locuitori și era inclusă în aceeași plasă.
În forma administrativă actuală, comuna Găneasa datează din anul 1950, când, în urma desfințării comunei Piteasca-Pasărea, satele Piteasca și Cozieni au trecut la comuna Găneasa, în vreme ce satul Pasărea a trecut la comuna Brănești. În acel an, comuna a primit numele de Găneasa, după noua reședință și a fost arondată raionului 23 August al orașului republican București, din care a făcut parte până în 1968. Atunci, a trecut la județul Ilfov, iar din 1981, în urma unei mici reorganizări administrative, a fost inclusă în Sectorul Agricol Ilfov, din subordinea municipiului București, sector devenit în 1998 județul Ilfov.

## Monumente istorice

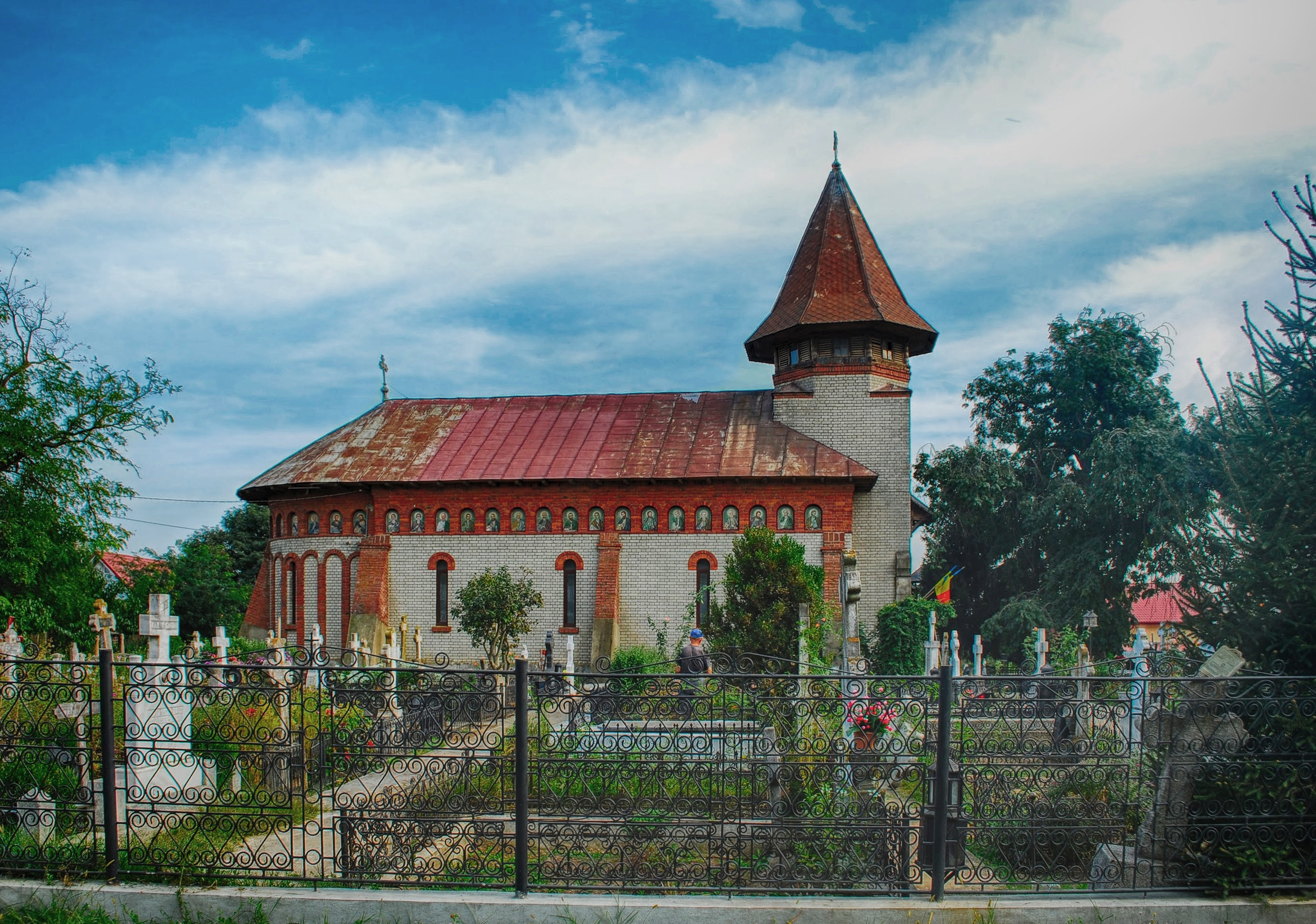
Biserica „Sf. Nicolae” din Moara Domnească, monument istoric

Două obiective din comuna Găneasa sunt incluse în lista monumentelor istorice din județul Ilfov ca monumente de interes local. Ambele sunt clasificate ca monumente de arhitectură — biserica „Sfântul Nicolae” din Moara Domnească, ridicată în 1817 și modificată în 1909; și biserica „Adormirea Maicii Domnului” din satul Piteasca, ridicată în a doua jumătate a secolului al XIX-lea.

## Personalități născute aici
- Radu Aldulescu (1922 - 2006), violoncelist, emigrat în Italia, decorat cu Ordinul Mare Ofițer al Ordinului Steaua României.